# Weisslingen
Weisslingen é uma comuna da Suíça, no Cantão Zurique, com cerca de 2.957 habitantes. Estende-se por uma área de 12,81 km², de densidade populacional de 231 hab/km². Confina com as seguintes comunas: Illnau-Effretikon, Kyburg, Russikon, Wildberg, Zell.
A língua oficial nesta comuna é o Alemão.